# Фотопулос, Даниэль
Даниэль Рут Фотопулос (англ. Danielle Ruth Fotopoulos; род. 24 марта 1976, Камп-Хилл, Пенсильвания), урождённая Гарретт (англ. Garrett) — американская футболистка, нападающий. Чемпионка мира (1999) в составе национальной сборной.

## Карьера

### Студенческая карьера
В футболе дебютировала в 1994 году в студенческом женском футбольном клубе из Южного методистского университета «СМЮ Мустангс», в составе которого выступала на протяжении одного года, после чего на два сезона перешла в другую университетскую команду «Флорида Гэторс».

### Клубная карьера
Во взрослом футболе дебютировала в 1998 году в американском женском футбольном клубе «Тампа Бэй Экстрим», за который выступала менее сезона и в 2001 году присоединилась к команде «Каролайна Корэдж». В составе клуба Фотопулос приняла участие в 53 матчах, отметившись 27 забитыми мячами.
В 2005 году перешла в другой американский клуб «Сентрал Флорида Краш», где в том же году и завершила футбольную карьеру в возрасте 29 лет.

### Карьера в сборной
В 1996 году дебютировала в официальных матчах в составе женской национальной сборной США по футболу. Спустя три года она была включена в состав национальной команды, которому удалось завоевать золотые медали на домашнем чемпионате мира по футболу среди женщин.
Всего в составе сборной приняла участие в 35 матчах, отметившись 16 забитыми мячами.

### Тренерская карьера
Ещё в годы игровой карьеры Фотопулос взялась за тренерскую работу в клубе «ЛСЮ Тайгерс», однако, проработала в его тренерском штабе менее сезона. В 2010 году она была назначена тренером команды «Эккерд Тритонс», проработав на этом посту двенадцать лет.